# Scopula sanguinolenta
Scopula sanguinolenta là một loài bướm đêm trong họ Geometridae.